# Ellen Gottschalch
Ellen Gottschalch, född 2 maj 1894, död 18 februari 1981, var en dansk skådespelerska.
Mellan 1912 och 1928 spelade hon i folklustspel och operetter på Det Ny Teater; hennes egentliga genombrott kom med Fröken Nitouche 1915. På 1930-talet spelade hon på Nørrebros Teater, där hon befäste sin popularitet. Från 1941 till 1961 var hon vid Det Kongelige Teater, där hon spelade både i klassiska dramer av Holberg och Ibsen och i moderna dramer som Arthur Millers En handelsresandes död.
Gottschalch var även en flitig filmskådespelerska. Hon debuterade redan 1910 i den korta stumfilmen Elverhøj, men först med Champagnegaloppen från 1938 medverkade hon mer regelbundet i filmer. Hennes sista insats var i tv-filmen Halli hallo (1977).